# Eerie
Eerie è stata una rivista periodica a fumetti pubblicata negli Stati Uniti d'America dalla Warren Publishing dal 1966 al 1983.